# Al-Urooba Club
Der al-Orooba Sports & Cultural Club (arabisch نادي العروبة الرياضي الثقافي), kurz al-Orooba Club, ist ein Fußballverein aus den Vereinigten Arabischen Emiraten mit Sitz in Fudschaira im gleichnamigen Emirat. Aktuell, Stand Oktober 2024, spielt der Verein in der ersten Liga, der UAE Pro League.

## Geschichte
Der Klub wurde im Jahr 1972 gegründet.

## Stadion
Der Verein trägt seine Heimspiele im Dibba Club Stadium in Fudschaira aus. Das Stadion hat ein Fassungsvermögen von 10.000 Personen.

## Erfolge
- UAE First Division League: 1991/92, 2020/21, 2023/24

## Trainer
| Trainer                | von               | bis              |
| ---------------------- | ----------------- | ---------------- |
| Basim Qasim            | 22. Juli 2006     | 14. Oktober 2006 |
| Tahseen Jabbary        | 1. Juli 2011      | 30. Juni 2012    |
| Goran Miscevic         | 11. Juni 2012     | 30. Mai 2013     |
| Gugliermo Arena        | 1. März 2013      | 1. Januar 2014   |
| Khalid Karama          | 15. Dezember 2014 | 30. Juni 2015    |
| Marco Aurelio Da Cunha | 1. Juli 2015      | 30. Juni 2016    |
| Rodion Gacanin         | 1. Juli 2016      | 30. Juni 2017    |
| Fathi Labidi           | 1. August 2020    | 30. Juni 2022    |
| Boris Bunjak           | 22. August 2022   | 25. Oktober 2022 |
| Sami Gafsi             | 26. Oktober 2022  | 30. Juni 2023    |
| Bruno Pereira          | 9. September 2023 |                  |